# إسرائيل هيرنانديز
إسرائيل هيرنانديز (بالإنجليزية: Israel Hernandez)‏ (و. م) هو موظف مدني أمريكي، هو عضوٌ في الحزب الجمهوري.

## التعليم
تعلم في جامعة تكساس إيه اند إم، وجامعة تكساس، أوستن.